# Andrew Fiscella
Andrew Fiscella est un acteur américain.

## Filmographie

### Cinéma
- 2005 : xXx² : The Next Level : Guarde
- 2007 : Motel : Steven R
- 2007 : Gardener of Eden de Kevin Connolly
- 2008 : Le Bal de l'horreur (Prom Night) : Officier de police
- 2009 : En Quarantaine : James McCreedy
- 2009 : Destination finale 4 : Andy Kewzer
- 2009 : Blindés : L'expéditeur
- 2010 : Freddy - Les Griffes de la Nuit : Prisonnier
- 2010 : Takers : Chef de sécurité

### Télévision
- 2001 : Les Experts : (S11.Ep23) : Officier
- 2002 : New York, section criminelle : (S1.Ep16) : Frank Caspari
- 2004 : FBI : Portés disparus : (S2.Ep12) :
- 2010 : Dr House : (S7.Ep7) : Niles
- 2014 : Une inquiétante baby-sitter (Nanny Cam) (Téléfilm) : M. Reynolds